# کرای
کرای یا کرای ( ‎/kraɪ/‎ ؛ روسی: край   ، plural: края́ , کرایا ) یکی از انواع واحدهای فدرال روسیه است و نوعی تقسیمات کشوری جغرافیایی در امپراتوری روسیه و جمهوری فدراتیو روسیه شوروی بود.
از نظر ریشه‌شناسی، این واژه با فعل " кроить " مرتبط است " ( kroit ' )، "بریدن".  از لحاظ تاریخی، کرای‌ها سرزمین‌های گسترده‌ای بودند که در امتداد حاشیه ایالت روسیه قرار داشتند، زیرا کلمه کرای همچنین به معنای مرز یا لبه است، یعنی محل برش . در فارسی این اصطلاح اغلب به عنوان "سرزمین" ترجمه می‌شود. تا تاریخ ۲۰۱۵  استفاده اداری این اصطلاح بیشتر سنتی است، زیرا برخی از ابلاستها نیز با این توصیف مطابقت دارند و هیچ تفاوتی در وضعیت قانونی قانون اساسی روسیه میان کرایس و استان وجود ندارد.

## همچنین ببینید
- کرایس امپراتوری روسیه
- کریس روسیه
- فرمانداری عمومی (امپراتوری روسیه) ، یک اصطلاح عمومی برای کرایس، استان‌ها و شهرداری‌های شهری خاص در امپراتوری روسیه
- استان

اصطلاحات خارجی (در رابطه با روسی "Krai") با نام مشابه
- Kraj ، اصطلاحی معادل است که در جمهوری چک و اسلواکی استفاده می‌شود
- کراینا
- مارچ (مارک، در آلمانی) در مقایسه با دانمارک (به معنای واقعی کلمه سرزمین مرزی دانمارکی‌ها ).
- نام اوکراین